# 圣亚纳堂 (阿尔勒)
圣亚纳堂（Église Saint-Anne）是法国普罗旺斯-阿尔卑斯-蓝色海岸大区罗讷河口省阿尔勒市中心的一座哥特式教堂，1630年建成，原属罗马天主教。法国大革命后废弃，改为宝石博物馆。1875年列为法国历史古迹，现在用于临时展览。
这座教堂位于阿尔勒共和国广场，阿尔勒市政厅西北。

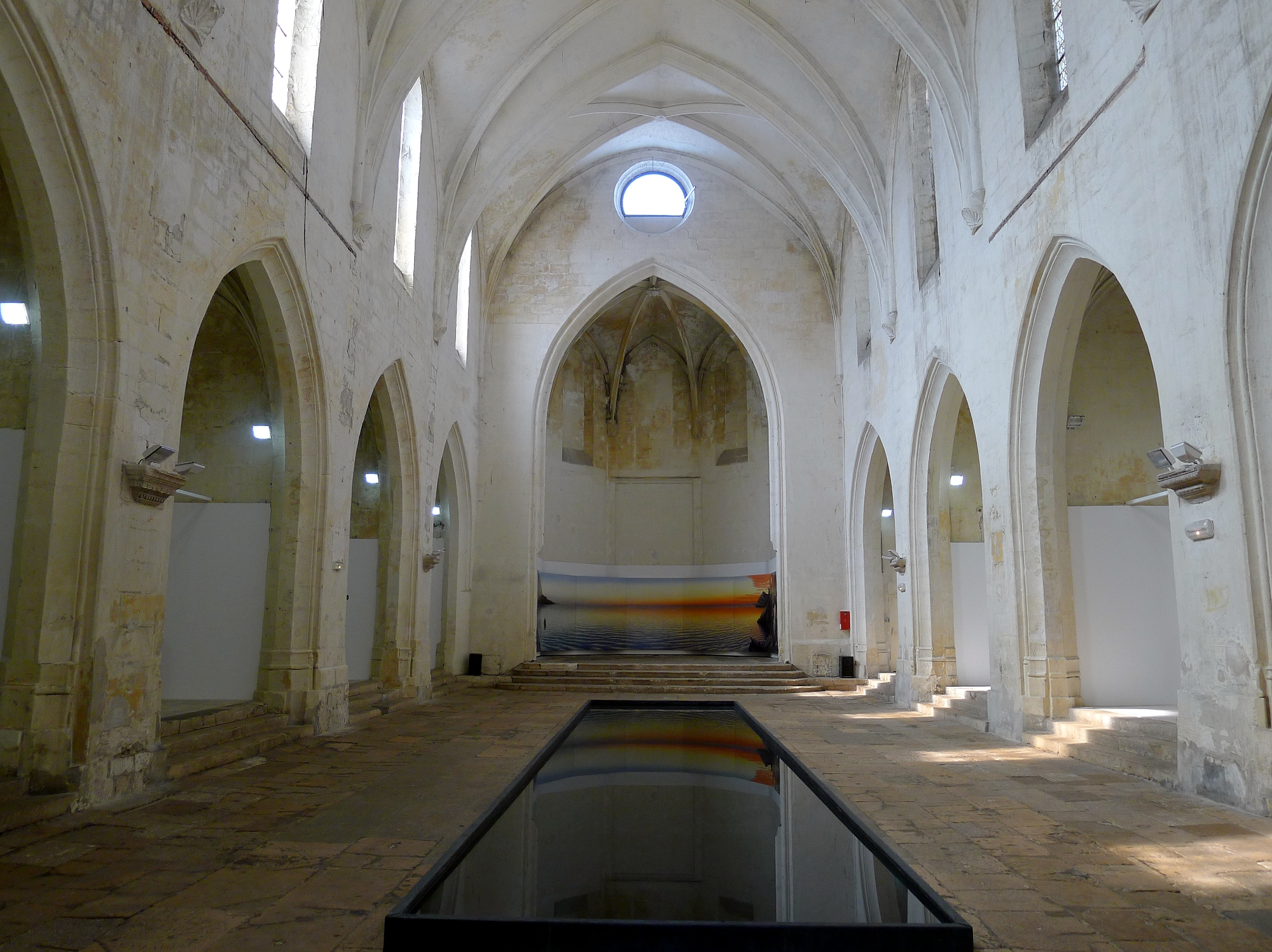
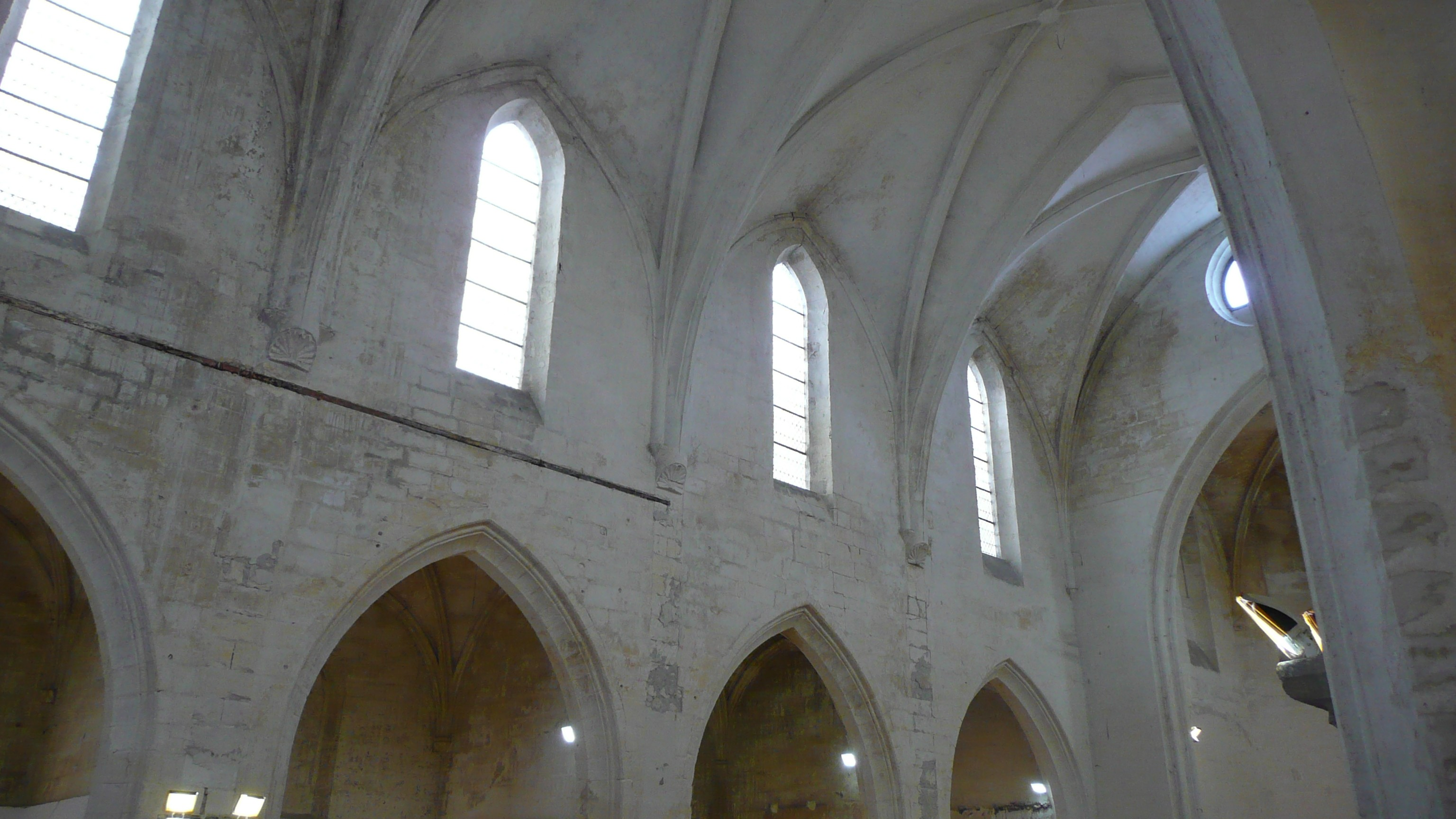
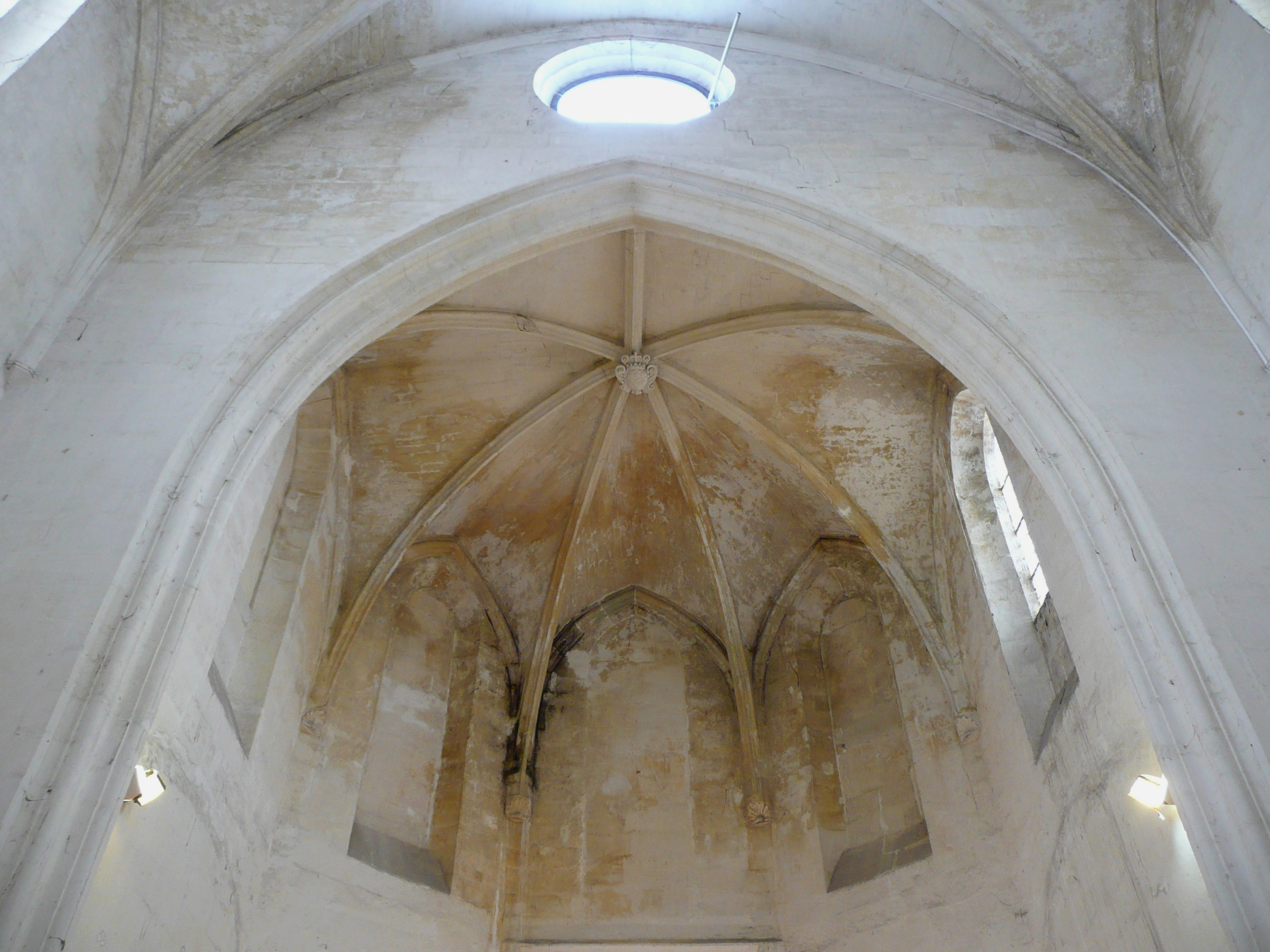
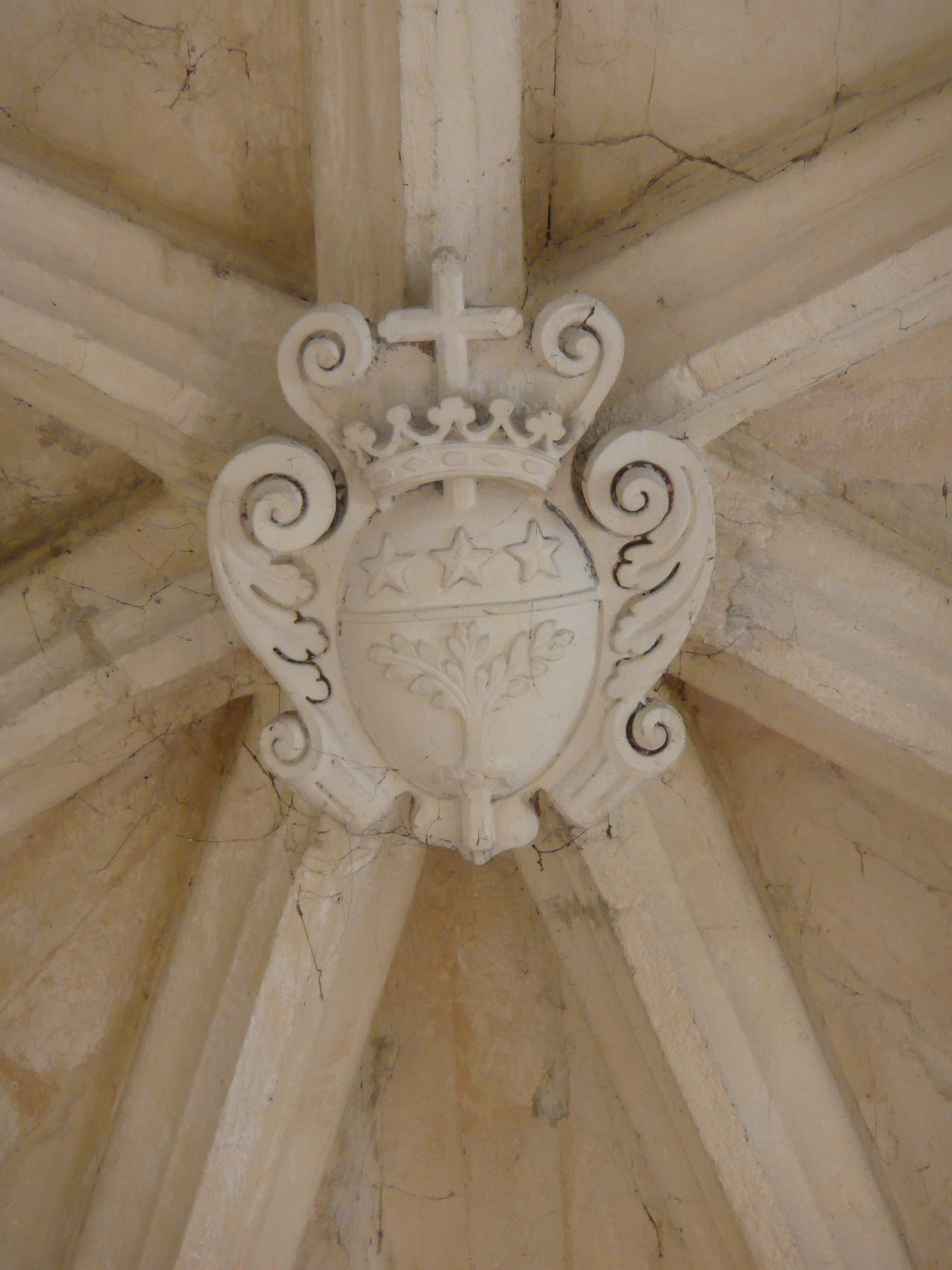
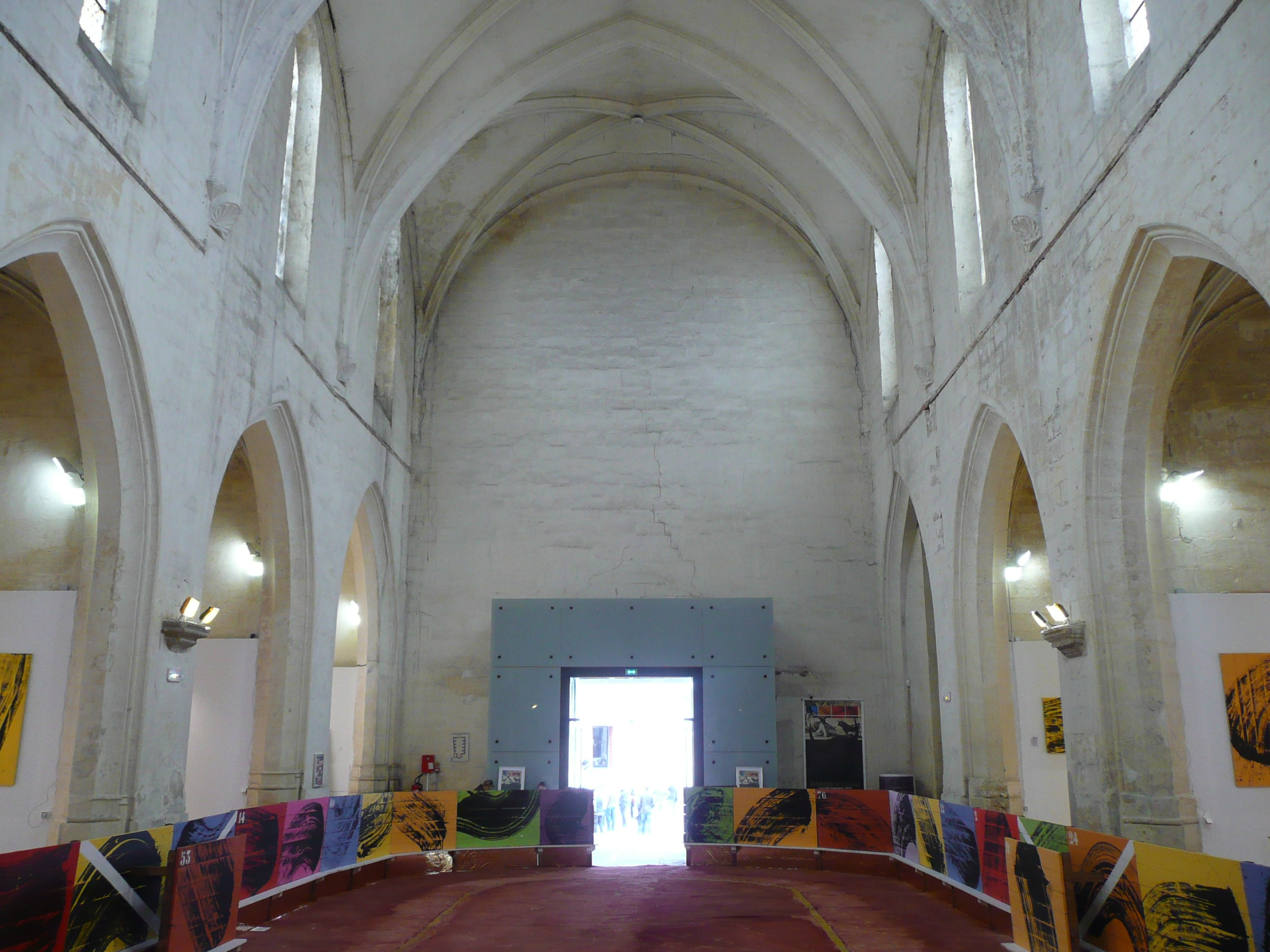
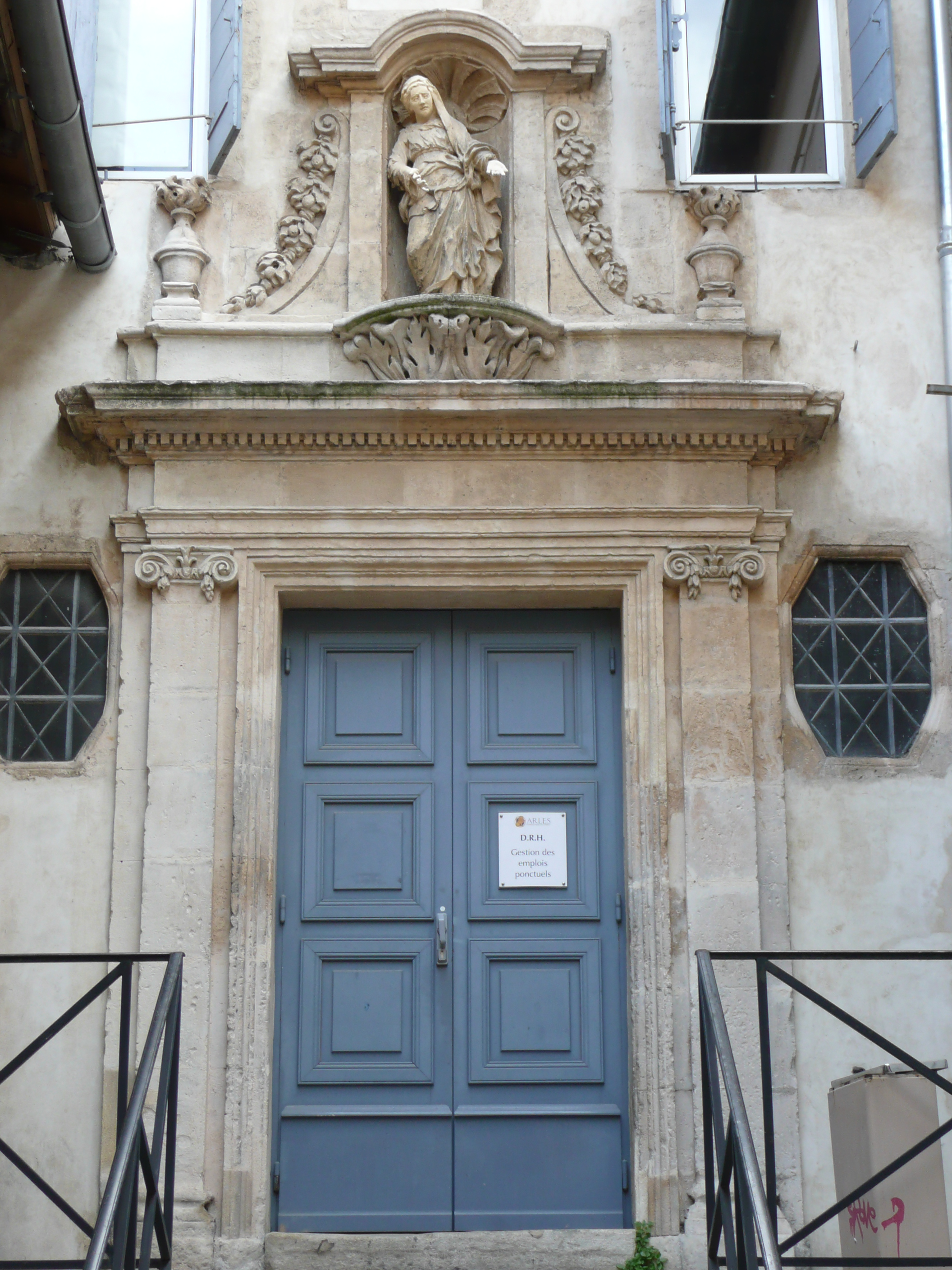